# Theodosios (Patriarch)
Theodosios (bl. 869 bis 878) war orthodoxer Patriarch von Jerusalem.
Er sandte im Jahre 869/70 den Presbyteros und Synkellos Elias als seinen Vertreter zum Vierten Konzil von Konstantinopel. Im Winter 878/79 schickte er offenbar die drei Mönche Theodosius, David und Saba mit einer Botschaft an Papst Johannes VIII. nach Rom. Der Papst ließ sie im Mai 879 mit einem „mäßigen“ Geschenk nach Jerusalem zurückkehren, da er durch die Einfälle der Heiden zu sehr bedrückt werde.
Er wird ohne Namensnennung erwähnt in einem Brief Johannes VIII. an Kaiser Basileios I. vom August 879.